# MiG-15
MiG-15 (ros. МиГ-15) – radziecki samolot myśliwski, skonstruowany pod koniec lat 40. XX wieku. Ten typ maszyn brał udział w wojnie koreańskiej. Oznaczenie w kodzie NATO: „Fagot”.

## Historia rozwoju
W 1947 biuro Mikojana i Guriewicza zaprojektowało płatowiec myśliwca oznaczony jako I-310 („I” od istriebitiel – myśliwiec), przy którym wykorzystano osiągnięcia inżynierów niemieckich, głównie rozwiązania zastosowane przez Kurta Tanka w prototypie Focke-Wulf Ta 183. Brakowało jednak w Związku Radzieckim silnika odpowiedniego dla tej nowej maszyny. Problem ten rozwiązano, gdy rząd brytyjski udostępnił ZSRR nowy silnik turboodrzutowy Rolls-Royce Nene Mk. I. Silnik skopiowano i oznaczono Klimow RD-45. Trzeci prototyp z nowym silnikiem wzbił się w powietrze 30 grudnia 1947. Nowy typ maszyn pod oznaczeniem MiG-15 wszedł do służby w czerwcu 1949.
W 1949 roku powstała ulepszona wersja samolotu z silnikiem WK-1 o większym ciągu, oznaczona MiG-15bis. Odróżniała się też powiększonymi hamulcami aerodynamicznymi po bokach ogona i ulepszonym wyposażeniem radioelektronicznym. W toku produkcji wprowadzono nowe modele działek o większej szybkostrzelności N-37 i NR-23. W 1949 roku też opracowano dwumiejscowy wariant szkolno-treningowy MiG-15UTI lub UTIMiG-15, z uzbrojeniem zredukowanym do karabinu maszynowego 12,7 mm A-12,7 lub działka NS-23. Produkcję licencyjną podjęto w Polsce i Czechosłowacji. Maszyny te to:
- MiG-15 produkowany w Czechosłowacji to S-102, w Polsce Lim-1 (od Licencyjny Myśliwiec)[6],
- MiG-15bis to odpowiednio: S-103 i Lim-2[6],
- MiG-15UTI produkowany w Czechosłowacji to CS-102[6].

W Polsce produkowano ponadto następujące podwersje:
- Lim-1A – samolot rozpoznawczy z aparatem fotograficznym AFA-21,
- Lim-2R – szturmowo-rozpoznawczy z miejscem na aparat w przedniej części owiewki,
- Lim-2A – dwumiejscowy samolot szturmowo-rozpoznawczy.
- SBLim-1 – samoloty Lim-1 przebudowano na dwumiejscowy wariant szkolno-bojowy[7]
- SBLim-2 – samoloty SBLim-1 lub UTIMiG-15 z tylną częścią kadłuba z silnikiem od Lim-2[7]
- SBLim-1A (pierwotnie SBLim-1Art) – SBLim-1 zaadaptowany na wariant rozpoznania artyleryjskiego[7]
- SBLim-2A (pierwotnie SBLim-2Art) – SBLim-2 zaadaptowany na wariant rozpoznania artyleryjskiego[7]
- SBLim-2M – SBLim-2A ponownie zaadaptowany na wariant szkolno-bojowy[7].

Samoloty użytkowane przez fińskie lotnictwo nosiły oznaczenia od MU-1 do MU-4, natomiast przez Chiny oznaczano J-2 (MiG-15), J-3 (MiG-15bis) oraz JJ-2 (MiG-15 UTI z silnikiem RD-45) i JJ-3 (MiG-15 UTI z silnikiem WK-1).
W Polsce produkowano również na licencji silniki jako Lis-1 (RD-45F) i Lis-2 (WK-1A) („Lis” od „Licencyjny silnik”).
Przeprojektowana konstrukcja płatowca oraz awionika posłużyła do skonstruowania przeciwokrętowego pocisku rakietowego KS-1 Komet (NATO: Kennel).

## Służba

### W Polsce
MiG-15 został standardowym myśliwcem polskiego lotnictwa wojskowego. Pierwsze 5 MiG-15 i 4 MiG-15UTI zostały dostarczone 19 lipca 1951 roku, a kolejne 57 MiG-15 w październiku. Od początku 1953 roku wchodził także na wyposażenie MiG-15bis. Od września 1952 roku wojsko odbierało także licencyjne polskie Lim-1, a od jesieni 1954 roku Lim-2. Łącznie Polska zakupiła w ZSRR 62 MiG-15, 30 MiG-15bis, 87 szkolnych MiG-15UTI, w Czechosłowacji 60 S-102 (MiG-15) i 96 szkolnych CS-102 (MiG-15UTI) oraz wojsko odebrało 227 Lim-1 (wyprodukowano 233) i 496 Lim-2 (wyprodukowano 500). W związku z wprowadzaniem nowszych typów, od końca 1956 roku MiG-15, a następnie też MiG-15bis i Lim-2 były przystosowywane do przenoszenia dwóch bomb 100 kg i kierowane do pułków lotnictwa myśliwsko-szturmowego. Od 1958 roku jednomiejscowe samoloty były przebudowywane na szkolne SB Lim-1 i SB Lim-2, a także samoloty rozpoznania artyleryjskiego SB Lim-2Art.

## Opis konstrukcji

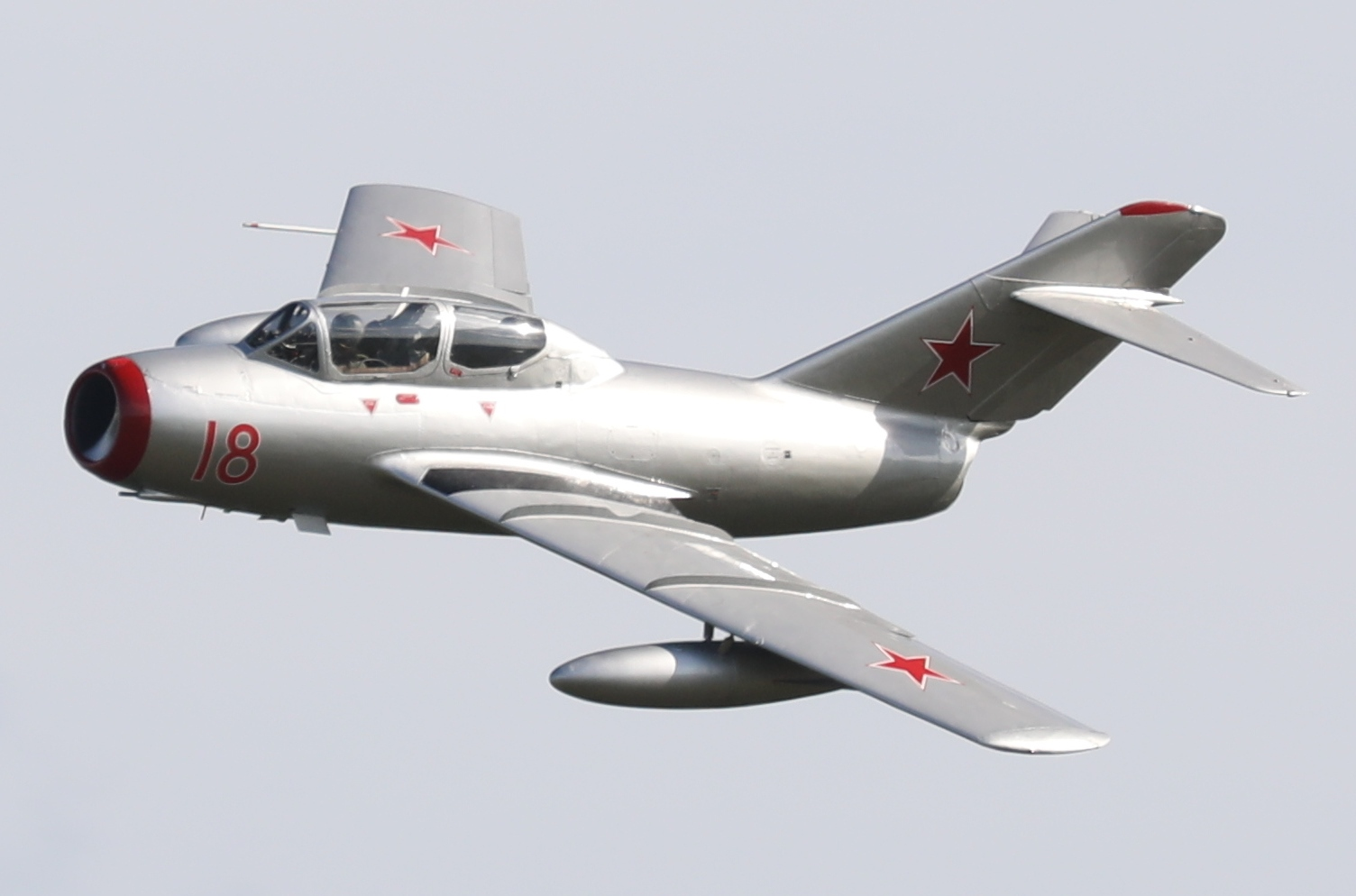
MiG-15 w dwumiejscowej wersji treningowej UTI

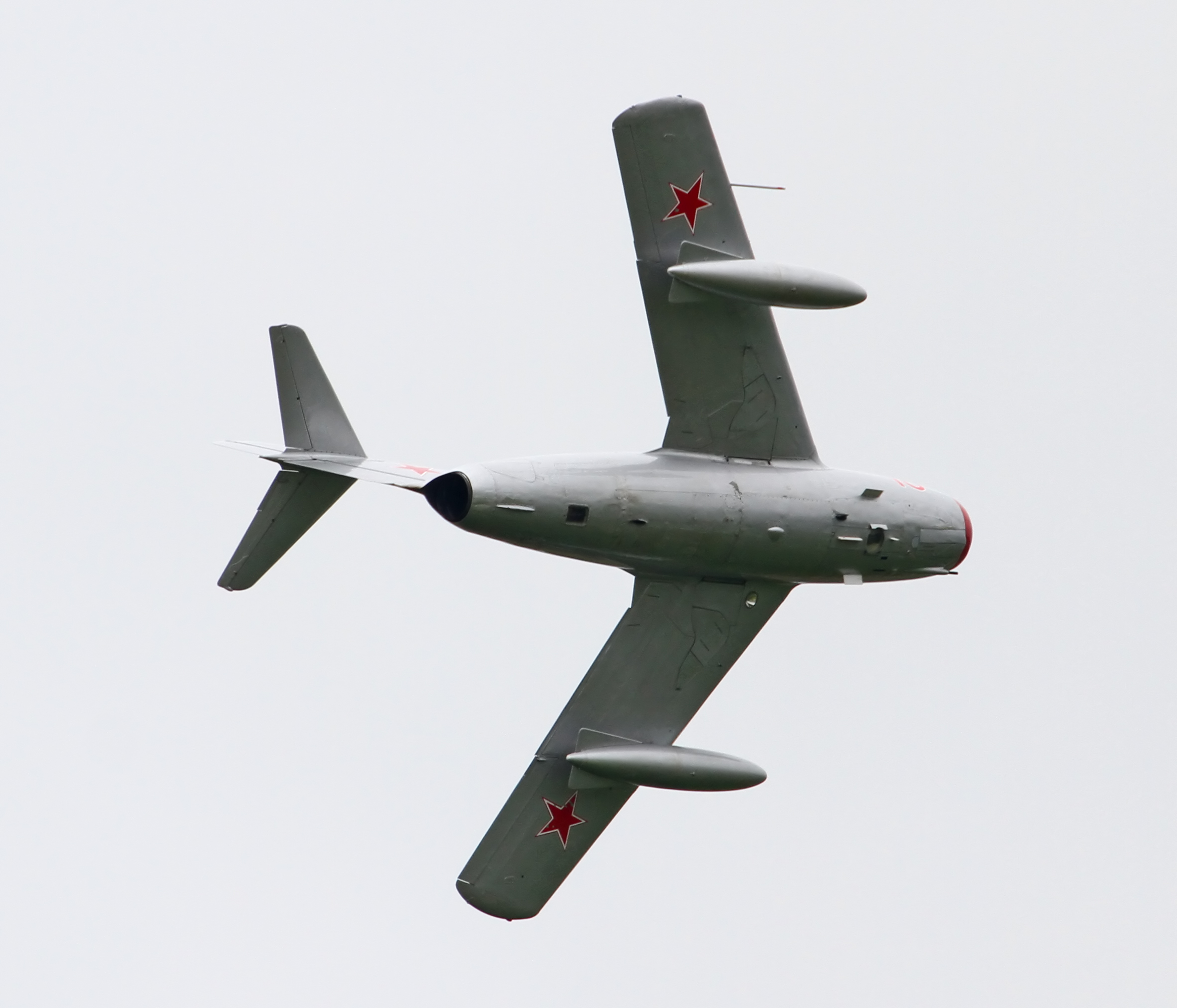
Widok od spodu (wariant UTI)

MiG-15 jest to jednomiejscowy (wersje MiG-15 UTI i jego odpowiedniki były dwumiejscowe) średniopłat o konstrukcji półskorupowej. Węzły wykonano ze stali 30ChGSA a pozostałe elementy płatowca z duraluminium D16T. Kadłub jest rozdzielany na część przednią i tylną pomiędzy wręgami 13 i 14, dzięki czemu możliwa jest łatwa i szybka naprawa lub wymiana silnika. Wzdłuż przedniej części kadłuba przechodzą dwa kanały prowadzące powietrze do silnika. W części kadłuba mieszczącej kabinę pilota i wnękę przedniego podwozia kanał powietrzny rozdziela się na boki. W tylnej części kadłuba znajduje się silnik wraz z osprzętem.
Kabina pilota jest ciśnieniowa, wentylowana i w razie potrzeby ogrzewana powietrzem z silnika. Wyposażona jest w napędzany prochowo fotel katapultowy, którego zagłówek i oparcie są opancerzone. Minimalna wysokość lotu samolotu podczas katapultowania wynosi 250–300 m. Osłona kabiny odsuwana jest do tyłu, przednia szyba kabiny wykonana ze szkła pancernego o grubości 64 mm.
Skrzydła samolotu mają skos 35° do środka parcia i +57° do krawędzi natarcia, wznios skrzydeł jest ujemny –2°. Skrzydła mają konstrukcję półskorupową jednodźwigarową z dźwigarem skośnym i pomocniczym. Na końcach skrzydeł umieszczono zmniejszający drgania balast o masie 26 kg. Na górnej powierzchni skrzydeł znajdują się prowadnice aerodynamiczne o wysokości 10 cm, ustawione po dwie na każdym skrzydle – równolegle do osi podłużnej samolotu. Na dolnej powierzchni znajdują się wnęki podwozia głównego i węzły do podwieszania uzbrojenia i dodatkowych zbiorników paliwa. Skrzydła wyposażone są w klapy oraz lotki.
Statecznik pionowy pojedynczy o skosie 56° ma powierzchnię 3 m² w tym ster kierunku 1 m². Statecznik poziomy mocowany jest do statecznika pionowego ponad kadłubem, powierzchnia 3 m² w tym 0,79 m² ster wysokości. Sterowanie samolotem odbywa się za pomocą sztywnych drążków i popychaczy z kompensacją wagową, sterowanie trymera – elektryczne.
Samolot wyposażony jest w wahaczowe, wciągane hydraulicznie podwozie trójpodporowe. Podwozie przednie jednokołowe chowane do przodu kadłuba, koła o średnicy 480 mm. Podwozie główne jednokołowe chowane do skrzydeł, koła o średnicy 660 mm.
Samolot napędzany jest przez jeden silnik turboodrzutowy RD-45F o ciągu 22,26 kN. Silnik wyposażony w jednostopniową sprężarką odśrodkową, napędzaną przez jednostopniową turbinę oraz dziewięć komór spalania. Długość silnika: 2651 mm, średnica: 1273 mm, masa 808 kg. Paliwo – nafta T-1 – znajduje się w dwóch zbiornikach w kadłubie i dwóch dodatkowych podczepionych pod skrzydłami.
Na wyposażenie radiotechniczne samolotu składa się radiostacja nadawczo-odbiorcza RSI-6K oraz radiokompas R PKO-10M. Wyposażenie pilotażowe i nawigacyjne to między innymi prędkościomierz KUS-1000, wariometr WAR-75, zakrętomierz EUP-48 oraz sztuczny horyzont AGI-1.
Uzbrojenie stanowi jedno działko kal. 37 mm (NS-37 lub N-37) z zapasem 40 sztuk amunicji oraz dwa działka kal. 23 mm (NS-23 lub NR-23) z zapasem amunicji po 80 szt. Działka umieszczone są na jednej lawecie znajdującej się pod podłogą kabiny pilota. Do celowania służył żyroskopowy, półautomatyczny celownik strzelecki ASP-3N lub ASP-3NM. Kontrolę wyników strzelania zapewniał fotokarabin S-13 umieszczony nad wlotem powietrza. Poza uzbrojeniem strzeleckim samolot mógł przenosić dwie bomby o masie 50 lub 100 kg na dwóch belkach podskrzydłowych.

## Zachowane egzemplarze w Polsce

### SBLim-2 #006
SBLim-2 (MiG-15UTI) o numerze taktycznym 006, którego właścicielem była Fundacja Orły Polskie, przybył na lotnisko w Białej Podlaskiej w 2012 i stacjonował w tutejszym hangarze. Jest to jedyny latający egzemplarz samolotu tego typu w Polsce i jeden z trzech w Europie. Samolot został sprzedany osobie prywatnej i 20 grudnia 2019 odleciał z Białej Podlaskiej do Mielca, z powodu przejęcia lotniska przez wojsko. Obecnie maszyna z jest własnością Fundacji Eskadra, nosi oznaczenie SP-UTI, a jej lotniskiem bazowym jest Modlin.

### Lim-2 #602
Jednomiejscowy egzemplarz samolotu Lim-2 (MiG-15bis) również doprowadzony do stanu lotnego. Maszyna nosi oznaczenie cywilne SP-MIG i tak jak SBLim-2 jest własnością Fundacji Eskadra. Stacjonuje w Modlinie. Oba samoloty są prezentowane w ramach pokazów lotniczych w Polsce i Europie.

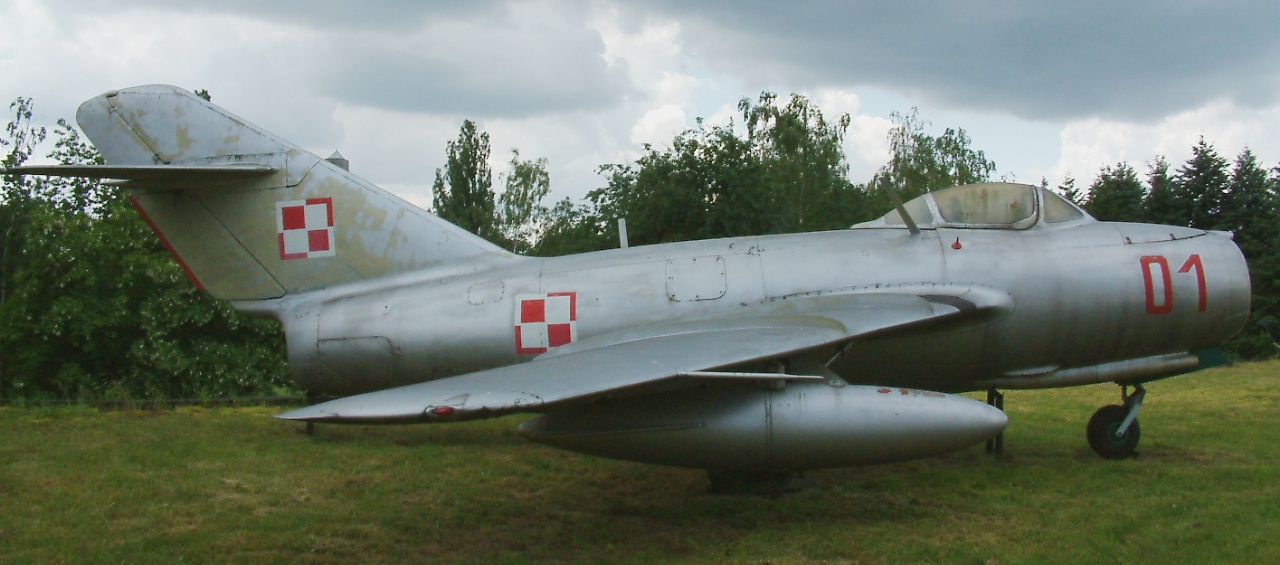
MiG-15 w Muzeum Uzbrojenia w Poznaniu
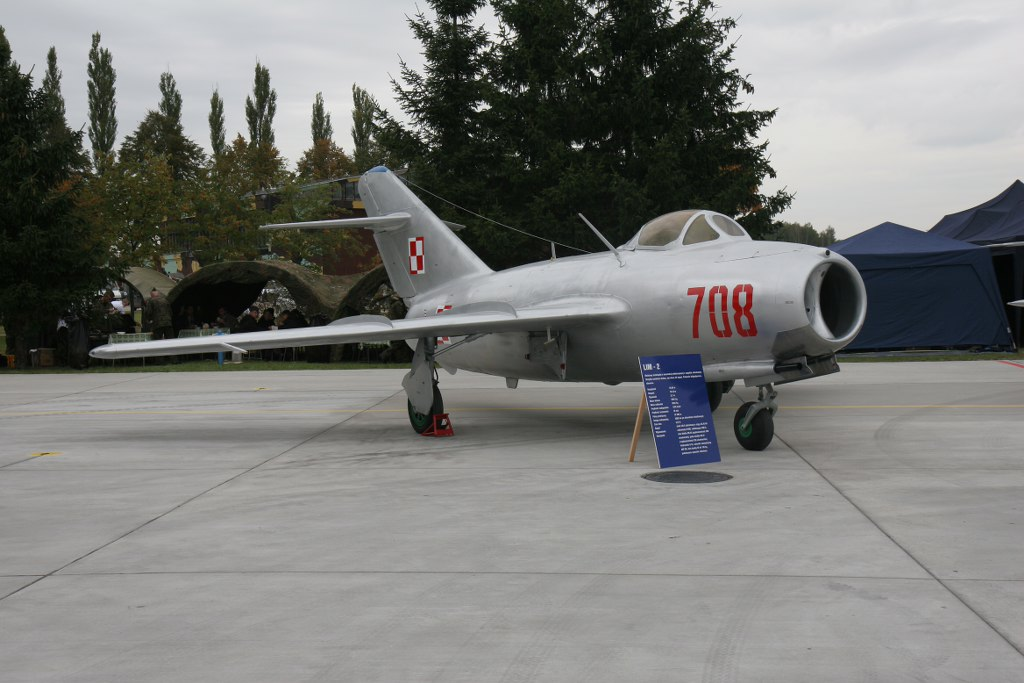
Lim-2
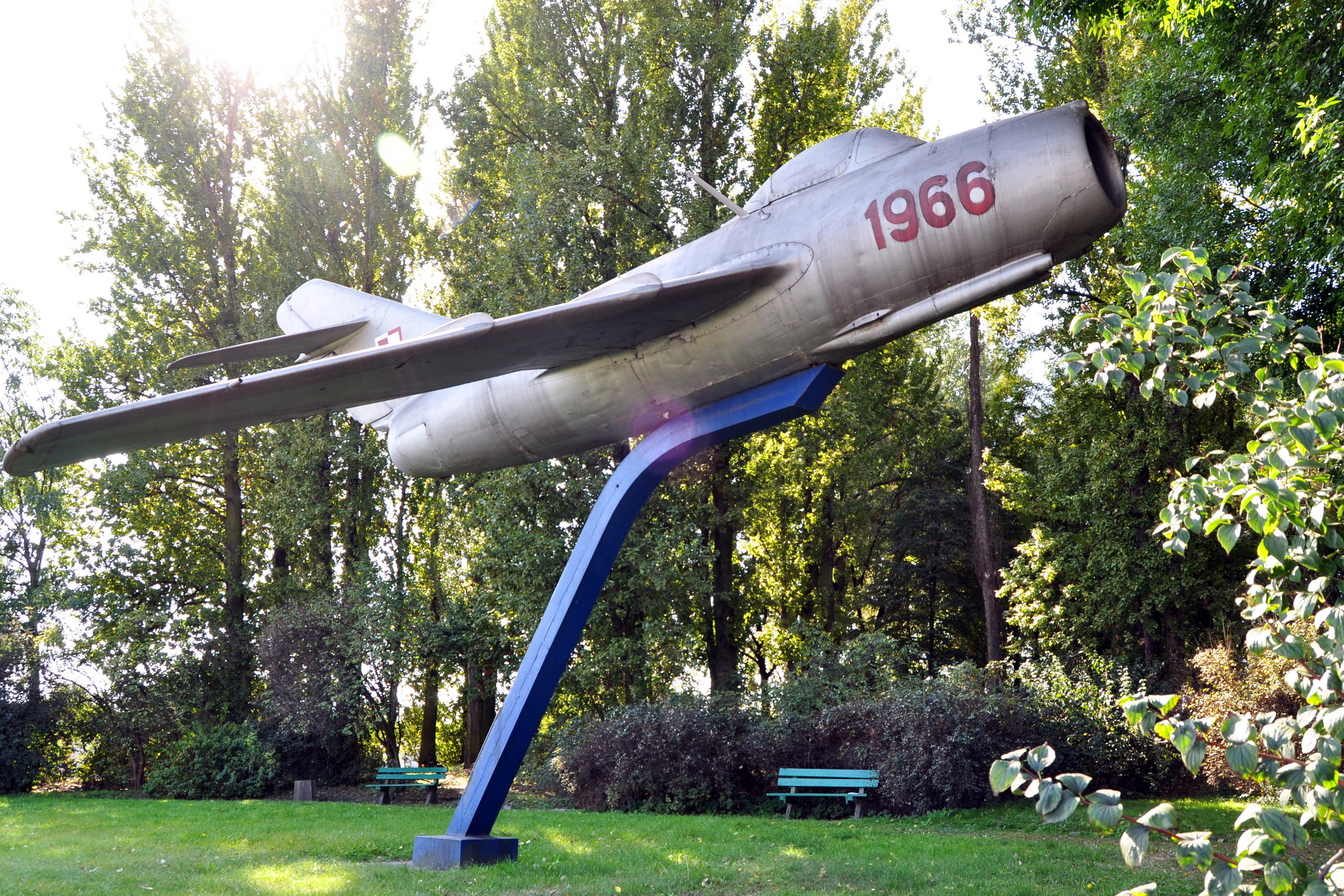
MIG-15 nr 0234 jako pomnik w Ostrowie Wielkopolskim